# Westland Marathon 1973
De Westland Marathon 1973 werd gehouden op zaterdag 19 mei 1973. Het was de vijfde editie van deze marathon. De wedstrijd werd grotendeels in de regen gelopen. Het parcours liep via Maassluis naar Hoek van Holland en vervolgens via Staelduinse Bos terug naar Maassluis.
De winnaar van vorig jaar, Geert Jansen, nam niet deel wegens een blessure. De Engelsman Jeffrey Norman won de wedstrijd in 2:18.12,8. Met zijn tijd verbeterde hij tevens het parcoursrecord. Hij had een grote voorsprong op de rest van het veld. Na afloop meldde hij "Ik had mezelf al een goede kans gegeven, de omstandigheden waren ideaal voor mij. De eerste kilometer een beetje warm, en daarna een lekker buitje regen. Halverwege kreeg ik last van mijn enkel. Ik stond eigenlijk net op het punt om op te geven toen het overging". Henk Kalf hoopte als beste Nederlander te eindigen, maar werd verslagen door zijn landgenoot Johan Kijne, die een persoonlijk record liep. Lange tijd leek de Schot McLaren Day op weg naar een tweede plaats, maar hij bezweek 3–4 km voor de finish en moest uiteindelijk genoegen nemen met een zestiende plaats.
Van de 154 gestarte lopers bereikten 130 de finish. Er namen geen vrouwen deel aan de wedstrijd, want marathonwedstrijden voor vrouwen bestonden er in die tijd nog niet.

## Uitslag
| rang   | naam              | land | tijd      |
| ------ | ----------------- | ---- | --------- |
| Goud   | Jeffrey Norman    | ENG  | 2:18.12,8 |
| Zilver | Rob Atkinson      | WAL  | 2:23.40,0 |
| Brons  | John Jones        | WAL  | 2:24.47,0 |
| 4      | Johan Kijne       | NED  | 2:25.04,0 |
| 5      | Bert van Sijtveld | NED  | 2:26.16,0 |
| 6      | Henk Kalf         | NED  | 2:28.16,0 |
| 7      | A.E. Swindlehurst | ENG  | 2:29.18,0 |
| 8      | Lynn Hughes       | WAL  | 2:30.31,0 |
| 9      | D. H. Davies      | WAL  | 2:30.43,9 |
| 10     | Hans van Kasteren | NED  | 2:32.21,0 |

1969 ·
1970 ·
1971 ·
1972 ·
1973 ·
1974 ·
1975 ·
1976 ·
1977 ·
1978 ·
1979 ·
1980 ·
1981 ·
1982 ·
1983 ·
1984 ·
1985 ·
1986 ·
1987 ·
1988 ·
1989 ·
1990 ·
1991 ·
1992 ·
1993 ·
1994 ·
1995 ·
1996 ·
1997 ·
2014